# Solar Maximum Mission
Solar Maximum Mission (SolarMax или SMM) — спутник, построенный и использованный для исследования некоторых процессов, происходящих на Солнце, в частности, солнечных вспышек. Запущен 14 февраля 1980 года.
Миссия SolarMax закончилась 2 декабря 1989 года, когда аппарат вошёл в атмосферу и там сгорел.

## Инструменты

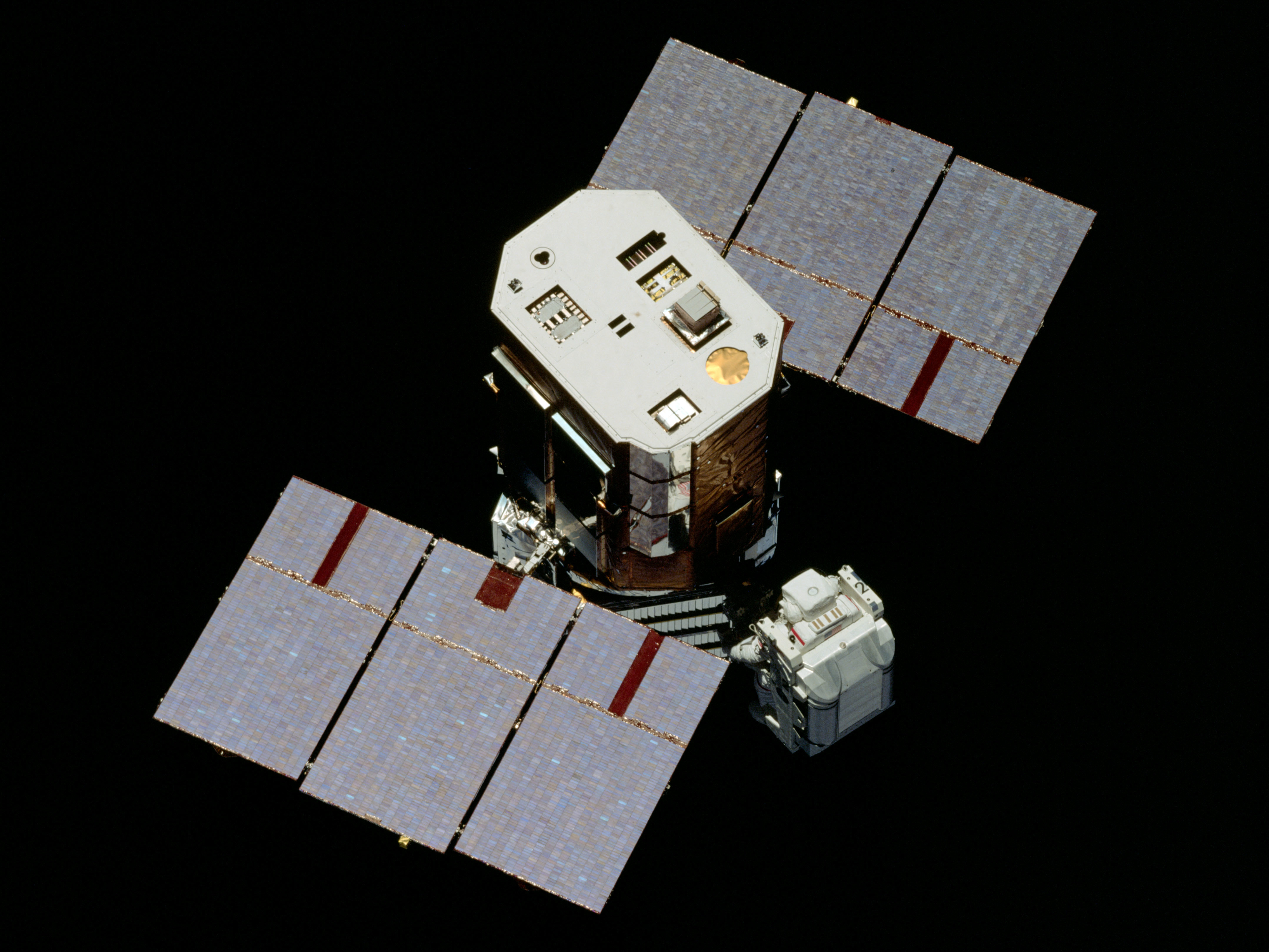
Астронавт Джордж Нельсон сфотографировал спутник Solar Maximum Mission во время STS-41-C.

| Имя | Цель                                                  | главный исследователь |
| --- | ----------------------------------------------------- | --- |
| Коронограф/поляриметр: 446,5—658,3 нм, поле зрения 1,5—6,0 кв. солнечные радиусы разрешение 6,4 угловых секунды  | Солнечная корона, протуберанцы и вспышки              | Дом, Льюис Л., Высотная обсерватория |
| Ультрафиолетовый спектрометр и поляриметр 175,0—360,0 нм растровый тепловизор, разрешение 0,004 нм.              | Солнечное ультрафиолетовое излучение, атмосфера Земли | Тандберг-Ханссен, Эйнар А., Центр космических полетов имени Маршалла НАСА                                                                |
| Мягкий рентгеновский полихроматор: растровый тепловизор, кристаллический спектром, в частях 0,14—2,25 Нм         | Солнечные вспышки, активные солнечные области         | Acton, Loren W., Lockheed Palo Alto, Culhane, J University College, London, Leonard, Gabriel, Alan-Henri, Rutherford Appleton Laboratory |
| Жесткий рентгеновский спектрометр изображения: fov 6.4 минуты дуги, разрешение 8 или 32 секунды дуги, 3,5—30 кэВ | Солнечные активные области и вспышки                  | де Ягер, Корнелис, Утрехтский университет                                                                                                |
| Жесткий рентгеновский пакетный спектрометр: CsI (Na), 15 энергетических каналов, охватывающих 20—260 кэВ         | Солнечные вспышки и активные области                  | Фрост, Кеннет Дж., Центр космических полетов имени Годдарда НАСА                                                                         |
| Гамма-спектрометр: NaI (T1),0,01—100 МэВ в 476 каналах, 16,4 С на спектр                                         | солнечные гамма-лучи                                  | ЧУПП, Эдвард Л., Университет Нью-Гэмпшира                                                                                                |
| Активный радиометр полости монитор облученности: 0.001-1000 микрометров солнечный поток                          | солнечное излучение                                   | Уилсон, Ричард Си, Лаборатория реактивного движения НАСА                                                                                 |

## Отказы и ремонт
Коронограф / поляриметр белого света (C / P) делал изображения короны в течение шести месяцев с марта 1980 года, прежде чем в сентябре произошел сбой электроники, который помешал работе.
В ноябре 1980 года вышел из строя второй из четырех предохранителей в системе ориентации SММ, в результате чего SММ пришлось полагаться на магнитные силы для сохранения своего положения. В этом режиме можно было использовать только три из семи приборов на борту, поскольку остальные требовали, чтобы спутник был точно направлен на Солнце. Использование магнитных сил спутника не позволило использовать спутник в стабильном положении и заставило его «качаться» вокруг номинального положения, направленного к Солнцу. SММ находилась в режиме ожидания 3 года.
SММ стал первым беспилотным космическим кораблем, отремонтированным на орбите, что значительно продлило срок его службы (по сравнению с другими космическими аппаратами того времени). Во время полета STS-41C в апреле 1984 года космический челнок Челленджер встретился с СММ, астронавты Джеймс ван Хаутен и Джордж Нельсон намеревались захватить спутник с помощью роботизированной руки, остановить его вращение и доставить в паромный отсек для ремонта и техническое обслуживание. Три попытки захватить спутник не увенчались успехом: рука не зафиксировалась на SolarMax из-за пустого рукава на спутнике, не включенного в его чертежи.
Астронавт Джордж Нельсон вышел в космос с помощью MMU и попытался вручную остановить вращение, но это лишь увеличило скорость вращения относительно оси. Заряд аккумулятора космического корабля стал резко падать, пришлось отключить все несущественные системы и восстановить работу. Скорость вращения стабилизировалась наземным центром управления, после чего манипулятор шаттла мог захватить SММ.
В ходе миссии был заменен весь модуль системы ориентации SММ и модуль электроники коронографа-поляриметра, а также установлена крышка бензобака над рентгеновским полихромом. Ремонт продлил срок службы спутника еще на пять лет, миссия была представлена в фильме IMAX (1985) «Мечта жива».

## Конец миссии
Орбита SММ медленно снижалась из-за атмосферного сопротивления, уносящего её вниз в более плотные слои. Сообщалось, что в марте 1989 года геомагнитная буря привела к тому, что высота орбиты SММ уменьшилась на 500 метров в начале шторма и на 4,8 км (3 мили) за весь период. 17 ноября 1989 года SММ потеряла ориентацию, а 2 декабря 1989 года космический аппарат сгорел в плотных слоях атмосферы над Индийским океаном.
Основные научные выводы SMM представлены в нескольких обзорных статьях монографии. Корональный переходный процесс, наблюдаемый SMM 5 мая 1980 года: пакет инструментов ACRIM SMM показал, что, вопреки ожиданиям, Солнце наиболее активно во время максимума цикла солнечных пятен (когда количество темных «солнечных пятен» максимально). Также SММ обнаружила десять солнечных комет в период с 1987 по 1989 год. В течение 1987—1989 годов SMM открыл 10 околосолнечных комет.